# Sucupira do Riachão
Sucupira do Riachão is een gemeente in de Braziliaanse deelstaat Maranhão. De gemeente telt 4.869 inwoners (schatting 2009).